# Justiz
Justiz è un film del 1993 diretto da Hans W. Geissendörfer.